# Cyclacanthina
Cyclacanthina là một chi bướm đêm thuộc phân họ Olethreutinae trong họ Tortricidae.